# 라미로 레데스마 라모스

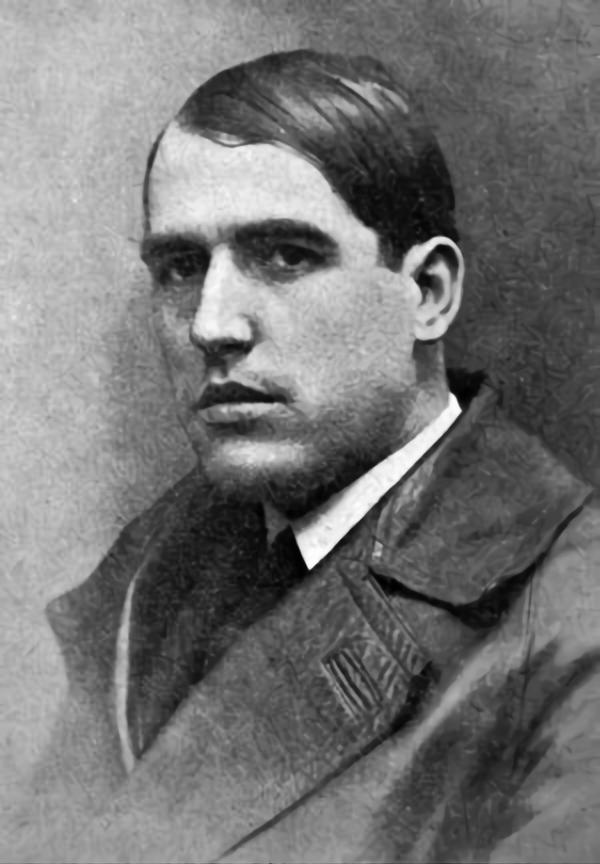

라미로 레데스마 라모스(스페인어: Ramiro Ledesma Ramos: 1905년 5월 23일 - 1936년 10월 29일)는 에스파냐의 정치철학자, 정치인, 작가, 언론인이다.

## 같이 보기
- 호세 안토니오 프리모 데 리베라